# Moussa Mara
Moussa Mara est un expert-comptable et un homme d'État malien né le 2 mars 1975 à Bamako. Président du parti Yéléma, créé en juillet 2010, il est candidat a l´élection présidentielle 28 juillet 2013 et obtient 1,5 % des voix au premier tour. 
Le 5 avril 2014, à 39 ans il est nommé Premier ministre par le président Ibrahim Boubacar Keïta, devenant ainsi le plus jeune Premier ministre de l'histoire du Mali. Il est le fils de Joseph Mara, militaire et ancien ministre du président Moussa Traoré et homme politique malien.

## Parcours politique

### Bamako
En 2004, il présente une liste indépendante de jeunes aux élections communales dans la Commune IV du district de Bamako mais elle est invalidée par le tribunal administratif car aucun candidat n’est inscrit sur la liste électorale.
En 2007, Moussa Mara se présente avec une liste indépendante et met en ballottage la liste d'Ibrahim Boubacar Keïta, président du Rassemblement pour le Mali. Il est battu au second tour en obtenant 48,5 % des voix.
Lors de élections communales du 26 avril 2009, Moussa Mara présente une liste indépendante dans la commune IV de Bamako qui arrive en tête avec 14 sièges sur 41.
Le 30 juillet 2009, saisi par plusieurs candidats pour plusieurs irrégularités, le tribunal administratif annule les élections dans la commune IV. L'annulation du scrutin est confirmée le 26 novembre 2009 par la Cour suprême.

### Création de Yéléma
En juillet 2010, Moussa Mara créé son parti politique, dénommé Yéléma (ce qui signifie « changement » en bambara).
Lors de l'élection partielle du 6 février 2011, la liste du parti Yéléma conduite par Moussa Mara arrive largement en tête et obtient 19 des 41 sièges à pourvoir.
Le 7 mars 2011, il est réélu maire de la commune IV par le conseil municipal. Soutenu par les élus de l'Union pour la république et la démocratie (URD) et du Mouvement patriotique pour le renouveau (MPR), il obtient 28 voix contre 13 pour son adversaire Alfousseini Kanté de l'Alliance pour la démocratie au Mali-Parti africain pour la solidarité et la justice (Adéma-Pasj).
Du 5 septembre 2013 au 5 avril 2014, il est ministre de l'Urbanisme et des Politiques de la ville.
Le 5 avril 2014, à l'âge de 39 ans, il est nommé Premier ministre.

### L'élection présidentielle malienne de 2012
En vue de l'élection présidentielle malienne de 2012, le parti Yéléma s'est d'abord allié avec la Convergence pour le développement du Mali (Codem) et treize autres partis politiques au sein de la «coalition Partis unis pour la république». Moussa Mara déclare le 5 mars 2011 vouloir « un rassemblement de nos forces sur des bases objectives, pour arriver à une plus grande stabilité politique et mettre fin à des divisions stériles ».
Mais la coalition décidant de soutenir le président de la Codem Housseini Amion Guindo, Yéléma la quitte et investit Moussa Mara comme candidat le 15 octobre 2011 au cours de son congrès tenus à Kayes.
Le 30 décembre 2011, Moussa Mara présente son projet concernant la décentralisation et l’administration du territoire. Il propose l’augmentation du nombre de régions et la suppression des cercles afin de réduire à deux les échelons administratifs, et de soutenir l’érection de villes moyennes afin de créer une soixantaine d’agglomérations dotées des infrastructures nécessaires.
Le 26 janvier 2012 à Koulikoro, Moussa Mara présente son projet présidentiel autour de la solidarité. Il souhaite créer un grand département de la solidarité et de la promotion des couches vulnérables qui se substituerait aux ministères actuels chargés de la promotion de la femme et de la jeunesse. Il entend ériger la solidarité comme un pilier de la  société malienne.
Le 9 février 2012, Moussa Mara présente ses propositions économiques. Il entend développer les infrastructures de base et l'énergie. Il propose ainsi la construction chaque année de « 500 km de routes bitumées pour le désenclavement intérieur et extérieur du pays ». Il promet d'étendre la couverture d'accès à l'eau potable à 90 % de la population avant 2017 et d'élaborer des stratégies d’assainissement pour chaque ville de plus de 50  000 habitants, mises  en œuvre sous l’égide des collectivités territoriales avec le soutien de l’État, à hauteur de 20 milliards de francs CFA chaque année.
Moussa Mara consacre sa conférence de presse du 18 février à Ségou au thème de la sécurité. Il entend assurer la sécurité physique des maliens par une plus grande coopération entre les populations et les forces de l’ordre en multipliant les occasions de rencontres, d’échanges, de collaboration et la création d’une police municipale avec comme embryon les brigades urbaines de protection de l’environnement au sein des communes urbaines chargées de « la prévention des délits, la collaboration avec les populations, la sécurité des voies urbaines et de la circulation routière, la protection de l’environnement, l’utilisation de la voie publique, certaines situations relatives au voisinage et à certaines incivilités, le respect des règles publiques municipales ». Moussa Mara souhaite aussi s'attaquer à l'insécurité juridique, alimentaire et sanitaire. 
Concernant la crise du Nord-Mali avec les attaques des rebelles du Mouvement national pour la libération de l'Azawad, Moussa Mara déclare : « On nous a imposé une guerre, il faut donc y aller ! », promettant, s'il était élu de déployer au moins 7 000 militaires (soit le tiers de capacités de l'armée malienne) « principalement dans l’infanterie, avec une proportion appréciable de commando paras, dans l’artillerie et dans les blindés légers ».
Le 17 mai 2014, sa venue à Kidal provoque une reprise des combats entre l'armée malienne et les rebelles du MNLA, du HCUA et du MAA. De retour à Bamako le soir du 18 mai, il est acclamé sur l'aéroport par plusieurs centaines de manifestants. Le 21 mai, les Maliens lancent une offensive avec près de 2 000 soldats pour reprendre Kidal mais ils sont mis en déroute par les rebelles qui reprennent le contrôle total de la ville et s'emparent de plusieurs autres villes du nord du Mali.
Le 8 janvier 2015, Moussa Mara est renvoyé par le président malien et présente sa démission.

### L'élection présidentielle malienne de 2018
En avril 2018, Moussa Mara présente sa candidature pour les élections présidentielles maliennes de juillet 2018.
En juin 2018, il retire finalement sa candidature pour se rallier à Cheick Modibo Diarra, l'ancien Premier ministre de la transition dont il se sent proche.

### L'élection présidentielle malienne de 2022
Il est candidat a l'élection présidentielle malienne de 2022.
Fin janvier 2024, il se positionne pour condamner la volonté du Mali, du Niger et du Burkina Faso de quitter la CEDEAO tout en essayant de dialoguer avec les autorités maliennes en place : « Quitter la Cedeao, c’est aller contre la marche de l’Histoire.»
Dans le même temps, il se positionne en faveur d'un « Plan Marshall pour le Sahel » car selon lui, les pays de la région ne peuvent faire face aux causes structurelles des crises qu'ils doivent affronter.
En juillet 2025, il est auditionné par la Brigade d'investigation judiciaire du Mali à la suite d'un message posté sur ses réseaux sociaux le 4 juillet 2025 et dans lequel il indique avoir rendu visite à des personnalités politiques et de la société civile emprisonnées pour avoir critiqué la junte militaire.

### Publications
- Jeunesse africaine le grand défi à relever, Mareuil Editions, 2016.
- Cultivons nos Afriques, Débats Publics, 2021.

### Préface
- Julien Briot-Hadar, Dans les méandres de la fraude fiscale, Legitech, 2022.